# Оценка производственных рисков
Оценка производственных рисков — система мероприятий, направленных на выявление факторов, способных нанести вред здоровью или жизни человека на рабочем месте. Производственные риски — это вид рисков, возникающих в процессе производства, научно-исследовательских и конструкторских разработок (НИОКР), реализации и послереализационного обслуживания продукции (услуг).

## Методика оценки
Одним из критериев эффективности действующей системы управления охраной здоровья персонала и производственной безопасности (ЗПиПБ) является её соответствие требованиям спецификации OHSAS 18001:2007 и российского ГОСТ Р 12.0.007-2009 «Система стандартов безопасности труда. Система управления охраной труда в организации. Общие требования по разработке, применению, оценке и совершенствованию».

## Опасные и вредные факторы, опасные работы
Опасные и вредные факторы на объекте (рабочем месте) выделяются в соответствии с требованиями ПР. мз рф № 302Н
- участие в производственном процессе или возможность образования при проведении процесса опасных химических веществ (вредных, пожаровзрывоопасных);
- высокие давления;
- высокие температуры;
- движущиеся части оборудования и механизмов (включая вращающиеся и вибрирующие части);
- опасные значения электрического напряжения;
- шум, вибрация и др.

При определении степени риска травматизма рассматриваются все стадии работ: в процессе подготовки, на стадиях выполнения и завершения.
Одним из критериев эффективности действующей системы управления охраной здоровья персонала и производственной безопасности (ЗПиПБ) является её соответствие требованиям спецификации OHSAS 18001-2007 И ГОСТ 12.0.230-2007
Указанные документы регламентируют лишь общие требования к создаваемым системам охраны труда и производственной безопасности в организациях, оставляя право выбора конкретных и наиболее удобных путей их реализации за коллективами, внедряющими эти системы.
Основой системы управления охраной ЗПиПБ являются корректное проведение идентификации опасностей, оценка риска и выбор эффективных способов его контроля. В редакции OHSAS 18001-2007 эти требования сформулированы следующим образом.
Организация должна установить, внедрить и соблюдать процедуры для постоянной идентификации опасностей, оценки риска и выбора необходимых способов контроля. Процедуры идентификации опасностей и оценки риска должны учитывать:
- обычные и особые режимы деятельности;
- деятельность всех лиц, имеющих доступ к рабочему месту (включая субподрядчиков и посетителей);
- поведенческие реакции, возможности и другие человеческие факторы;
- идентифицированные опасности, возникающие вне рабочей среды, которые могут негативно повлиять на здоровье и безопасность лиц на рабочем месте, находящемся под контролем организации;
- опасности, создаваемые вблизи рабочего места, связанные с профессиональной деятельностью, находящейся под контролем организации (подобные опасности могут рассматриваться и в экологическом аспекте);
- инфраструктуру, оборудование и материалы на рабочем месте, предоставляемые данной или другими организациями;
- произошедшие или предполагаемые изменения в организации, сфере её деятельности или материалах;
- модификации в системе менеджмента ЗПиПБ, включая временные изменения, и их влияние на операции, процессы и хозяйственную деятельность;
- любые применимые законодательные обязательства, относящиеся к оценке риска и внедрению необходимых мер контроля;
- конфигурацию рабочих мест, процессов, механизмов, оборудования и агрегатов, операционных процедур и организации работы, включая их адаптацию к возможностям человека.

Методология организации для идентификации опасностей и оценки риска должна:
- определяться с учётом масштаба, характера и длительности процессов, обеспечивая скорее предупредительный, чем реактивный подход;
- обеспечивать идентификацию, установление приоритетов и документирование рисков, а также внедрение соответствующих видов контроля.

Для управления изменениями организация должна заранее, до их введения, идентифицировать опасности и риски ЗПиПБ, связанные с переменами в организации, системе менеджмента ЗПиПБ либо её деятельности.
Организация должна гарантировать, что результаты таких оценок учтены при разработке методов контроля.
При определении методов контроля или рассмотрении изменений в существующих методах следует стремиться к снижению рисков в соответствии со следующей иерархией:
- устранение риска;
- замена;
- инженерные средства контроля;
- сигнализация / предупредительные знаки и/или административный контроль;
- средства индивидуальной защиты.

Организациям, внедряющим системы менеджмента охраны здоровья персонала и безопасности труда, следует выбирать наиболее продуктивно «работающие» методики и подходы для выполнения требований соответствующих стандартов и контроля за эффективностью их выполнения. Организация должна установить риски, которые могут быть признаны неприемлемыми, а также которые будут использованы как база при разработке целей и задач в области ЗПиПБ и соответствующих программ улучшения условий труда. Наиболее корректно определять риски можно с помощью методологии количественного анализа риска, нормативно используемой при разработке, например, деклараций безопасности (ДБ) опасных производственных объектов, паспортов безопасности опасных объектов, планов локализации и ликвидации аварийных ситуаций на химико-технологических объектах (в расчетно-пояснительных записках по анализу риска), планов локализации и ликвидации аварийных разливов нефти и нефтепродуктов (в соответствии с приказом МЧС России от 28.12.04 № 621). Удовлетворительной можно считать оценку риска только от воздействия барического, термического и токсического поражающих факторов.
Одним из примеров реализации требований безопасности является Методика идентификации опасности и оценки риска травматизма, профзаболеваний и нарушений условий труда на рабочих местах (при проведении рабочих операций), аварий и инцидентов (далее — Методика). Методика обеспечивает:
- полуколичественный подход к оценке и управлению риском (по сравнению с часто практикуемым способом фиксации результатов аттестации рабочих мест по условиям труда: аттестован, не аттестован, условно аттестован — последняя категория имеет явно субъективный подтекст);
- возможность вероятностной оценки, учёта не только опасных и вредных факторов производственной среды, но и предыстории травматизма (профзаболеваний) на предприятии;
- возможность принятия аргументированного решения по выбору корректирующих и предупреждающих мероприятий, определению количественно измеряемых целей и задач по охране труда.

Внедрение (после адаптации) Методики на предприятиях позволит снизить уровень травматизма и профзаболеваний, облегчит внедрение и сертификацию системы управления промышленной безопасностью и охраной труда.
Основные положения Методики применительно к предприятиям нефтегазодобычи приведены ниже.

## Степень опасности
При анализе рисков используются типовые уровни последствий и связанные с ними определения (табл. 1).
|                                | Определение для травмоопасности (по видам работ) | Определение для нарушений условий труда (по рабочим местам, на промышленной площадке в целом) |
| ------------------------------ | --- | --- |
| Угрожающая степень опасности   | Отмечены случаи гибели при проведении подобных работ на предприятии либо имеется потенциал нанесения травмы такой степени тяжести                                                                                      | Зафиксированы случаи профзаболеваний, связанных с рассматриваемым фактором, приведших к инвалидности (потере работоспособности по данной специальности) |
| Значительная степень опасности | На предприятии при проведении подобных работ отмечены случаи травм, приводящих к потере трудоспособности по данной специальности на срок более 90 суток, либо имеется потенциал нанесения травмы такой степени тяжести | Зафиксированы случаи профзаболеваний, связанных с рассматриваемым фактором |
| Критическая степень опасности  | На предприятии при проведении подобных работ отмечены случаи травм средней тяжести (потеря трудоспособности от 1 до 90 суток) либо имеется потенциал нанесения травмы такой степени тяжести                            | Превышение величины вредного производственного фактора значения ПДК в рабочей зоне или значения, указанного в соответствующих санитарных нормах и правилах и государственных стандартах; невозможность её определения с достаточной степенью точности и периодичности |
| Терпимая степень опасности     | Превышение 0,1 ПДК в рабочей зоне или значения, указанного в соответствующих санитарных нормах и правилах и государственных стандартах                                                                                 | |

## Матрица рисков
Риск нарушений условий труда (степень травмоопасности, опасности профзаболеваний) может быть классифицирован с использованием матрицы рисков (табл. 2).
Риск аварий (инцидентов) на опасном производственном объекте может быть классифицирован на основе матрицы рисков по трем классам с учётом данных, представленных в табл. 3.
| Условия реализации опасности                                   | Классы риска при степени опасности | Классы риска при степени опасности | Классы риска при степени опасности | Классы риска при степени опасности |
| Условия реализации опасности                                   | терпимой                           | критической                        | значительной                       | угрожающей                         |
| -------------------------------------------------------------- | ---------------------------------- | ---------------------------------- | ---------------------------------- | ---------------------------------- |
| В случае аварии (инцидента)                                    | 3                                  | 3                                  | 2                                  | 2                                  |
| При выполнении ремонтных, пусконаладочных работ                | 3                                  | 2                                  | 2                                  | 2                                  |
| При обслуживании оборудования                                  | 2                                  | 2                                  | 2                                  | 1                                  |
| Постоянно на рабочем месте (при выполнении данного вида работ) | 2                                  | 2                                  | 1                                  | 1                                  |

| Частота реализации аварии (инцидента), случаев/год | Класс риска при потенциальном ущербе, МРОТ* | Класс риска при потенциальном ущербе, МРОТ* | Класс риска при потенциальном ущербе, МРОТ* | Класс риска при потенциальном ущербе, МРОТ* | Класс риска при потенциальном ущербе, МРОТ* |
| Частота реализации аварии (инцидента), случаев/год | < 200                                       | 200—2000                                    | 2000 — 20000                                | 20000-200000                                | > 200000                                    |
| -------------------------------------------------- | ------------------------------------------- | ------------------------------------------- | ------------------------------------------- | ------------------------------------------- | ------------------------------------------- |
| {\displaystyle 10^{-5}} — {\displaystyle 10^{-6}}  | 3                                           | 3                                           | 3                                           | 3                                           | 2                                           |
| {\displaystyle 10^{-4}} — {\displaystyle 10^{-5}}  | 3                                           | 3                                           | 3                                           | 2                                           | 2                                           |
| {\displaystyle 10^{-3}} — {\displaystyle 10^{-4}}  | 3                                           | 3                                           | 2                                           | 2                                           |                                             |
| {\displaystyle 10^{-2}} — {\displaystyle 10^{-3}}  | 3                                           | 2                                           | 2                                           | 1                                           |                                             |
| {\displaystyle 10^{-1}} — {\displaystyle 10^{-2}}  | 2                                           | 2                                           | 1                                           | 1                                           |                                             |
| {\displaystyle 1} — {\displaystyle 10^{-1}}        | 2                                           | 1                                           | 1                                           | 1                                           |                                             |
| {\displaystyle >1}                                 | 1                                           | 1                                           | 1                                           | 1                                           |                                             |

* МРОТ — минимальный размер оплаты труда.
Методика позволяет выделять следующие классы рисков:
- класс 1 — недопустимый риск (должен быть снижен перед выполнением или продолжением выполнения работы, использованием рабочего места, дальнейшей эксплуатацией опасного производственного объекта);
- класс 2 — неприемлемый риск (необходима оценка целесообразности мер по снижению риска);
- класс 3 — допустимый риск.

Опыт работы показывает, что Методика хорошо вписывается в современную систему технического регулирования и позволяет предприятиям оценивать риски травматизма, аварий и инцидентов.

Система ЗПиПБ является частью общей системы управления предприятием и влияет на эффективность его функционирования (чем меньше внеплановых потерь, связанных с авариями и инцидентами, тем эффективнее предприятие при прочих равных условиях). В общем случае критерий эффективного управления рисками, связанными с внеплановыми потерями, можно выразить следующим образом: в первую очередь вкладывать средства надо в то мероприятие, которое на единицу вложенных средств позволяет получить максимум снижения риска, а после реализации данного мероприятия надо снова оценить и выбрать следующее наиболее эффективное мероприятие. Программу улучшения ЗПиПБ целесообразно реализовывать по указанному алгоритму.

## Алгоритм оценки
В цивилизованном мире давно установлено, что для минимизации затрат на охрану труда и увеличения при этом эффективности производства необходима система управления охраной труда (СУОТ), являющаяся частью общей системы управления организацией.
Для решения задач по обеспечению здоровья и безопасности в процессе трудовой деятельности согласно ГОСТ 12.0.230-2007 «ССБТ. Системы управления охраной труда. Общие требования»* рекомендуется использовать СУОТ, которая должна обеспечивать управление рисками в области, связанной с деятельностью организации, соответствовать политике организации и стремительно совершенствующемуся на всех уровнях менеджменту управления.
Системный подход в области управления безопасностью и здоровьем предполагает идентификацию, оценку и устранение или снижение риска на каждом рабочем месте и непрерывное совершенствование СУОТ. Производя оценку риска, необходимо четко выделить объект защиты. Риск может быть профессиональным (объект защиты — работник), техническим (объект защиты — оборудование, сооружения), экологическим (объект защиты — окружающая среда).
Риск имеется практически на каждом рабочем месте. Например, на рабочем месте имеется опасность — движущаяся конвейерная лента или вращающийся элемент оборудования. Выясняем возможные причины реализации опасности в нежелательные события, каковыми обычно являются:
- отсутствие ограждения, экранов, блокировок, исключающих случайный и преднамеренный контакт работников с источником риска;
- несоответствие предохранительных, защитных устройств;
- недостаточная скорость срабатывания механизмов защиты;
- неудобное расположение и неправильная окраска кнопок управления;
- плохая освещенность;
- несоответствующий микроклимат;
- наличие вредных химических веществ, аэрозолей и пыли;
- высокая скорость движения конвейера;
- расположение оборудования вблизи других рабочих мест или маршрута движения работников;
- несоответствующие средства индивидуальной защиты (далее — СИЗ);
- недостаточный инструктаж работников, некомпетентность, халатность, индивидуальные особенности работника
- отсутствие практического обучения на рабочем месте перед допущением к самостоятельной работе
- отсутствие предупреждающих знаков
- нахождение работника на рабочем месте под воздействием алкоголя, наркотических или психотропных веществ
- отсутствие регулярного внутреннего контроля
- отсутствие регулярного технического обслуживания оборудования
- другие возможные причины и несоответствия.

Многообразие видов деятельности организаций вызывает необходимость разработки четкого алгоритма анализа профессионального риска, имеющего единую основу с оценкой других технических рисков. Всемирная организация здравоохранения определяет профессиональный риск как математическую концепцию, отражающую ожидаемую тяжесть и частоту неблагоприятных реакций организма человека на данную экспозицию вредного фактора производственной среды.
С учётом этого можно выработать алгоритм оценки профессионального риска, в результате которого риск признается приемлемым или неприемлемым, остаточный риск приемлемым.
Согласно ст. 212 ТК РФ работодатель обязан информировать работников о риске повреждения здоровья. Именно процедуры идентификации риска, основанные на глубоких знаниях технологии работ и процессов, позволяют выявить источники риска, все виды опасности на рабочем месте и обеспечить последующий качественный анализ воздействия опасных и вредных производственных факторов, источником которых являются производственные процессы. Процедура идентификации риска заканчивается составлением перечня и кратким описанием опасностей с учётом того, что источником опасности может быть как объект, так и деятельность. В новой версии OHSAS 18001-2007 поведенческие, личностные и другие человеческие факторы также включены в качестве элементов, рассматриваемых при идентификации опасностей и выработке способов контроля.
Алгоритм анализа профессионального риска для защиты персонала от несчастных случаев и профессиональных заболеваний на рабочем месте может быть представлен следующим образом:
- идентификация опасностей (выявление вредных и опасных факторов рабочей среды и трудового процесса);
- определение возможных причин, приводящих к нежелательным событиям;
- оценка риска (вероятность осуществления риска, определение масштаба последствий нежелательного события с учётом возможной тяжести инцидента и вреда здоровью человека, вывод о приемлемости или неприемлемости риска);
- выбор и оценка средств защиты от каждого вида опасности;
- оценка остаточного риска после внедрения системы защиты;
- оценка системы защиты жизни и здоровья персонала в целом в соответствии с классом условий труда.